# Никифор Русков
Никифор Русков (роден през 1944 г. в Габрово – починал 17 май 2015 г.) е български художник. Илюстратор е на повече от 550 книги. Участва в общи художествени изложби в България и в чужбина.
Реализира десетки обекти в областта на декоративно – монументалното изкуство.
Русков е автор на много илюстрации за сп. Космос през 60-те, 70-те и 80-те години на ХХ в.
Художникът утвърждава своя почерк чрез илюстрациите на книгата „Рио де ла Плата“ от Карл Май през 1970 г. От този период е автор на редица цялостни оформления на книги и илюстрации в периодичния печат. Творбите му са с разнородна тематична насоченост – илюстрации, които са в жанровете на художествената литература, детската литература, научни издания.
Художник на книги-игри, издадени от издателство „Мега“, а също и на много други фантастични и нефантастични книги.
Работи като илюстратор за сп. „Осем“.
Почива на 17 май 2015 след тежко боледуване.

## Творчество
Илюстрира следните творби на Петър Бобев:
- 1976 – Отмъщението на мъртвия инка (роман)
- 1984 – Камбо (роман)
- 1989 – Тревожна прогноза (I част) (разказ), списание „Пламъче-Чуден свят“[6]